# 杉本清
杉本 清（すぎもと きよし、1937年2月19日 - ）は、奈良県大和高田市出身のフリーアナウンサー・競馬ジャーナリスト。元関西テレビアナウンサーで、長年、中央競馬の実況中継を担当したことで知られる。現在はアライバル所属。関西放送記者クラブ会友。血液型はB型。

## 来歴

### 入局まで
少年時代の夢はプロ野球選手であった。奈良県立高田高等学校在学中は野球部に所属していたが、猛特訓を受けた反動でスポーツ性の腎機能障害を患ってしまい、このことがきっかけで運動制限がかかってしまい、野球を断念する。この頃からラジオのナイター中継を聴いているうちに、プレーをしている選手よりも実況しているアナウンサーに興味が移っていった。
高校卒業後は関西学院大学法学部へ進学し、在学中の1960年に知人のツテを頼って関西テレビにアルバイトとして入社。大道具担当→編成担当を経て、1961年に松本暢章の勧めでアナウンサー試験を受験し、合格して正社員に登用された。非正規雇用であるアルバイトから正社員になった、叩き上げのアナウンサーとなったが、新卒採用や中途採用を経ずに、この雇用形態でアナウンサーとなった放送局の社員は、日本では2025年時点でに至るまでの間、ラジオ放送局を含めても極めて少ない事例である。

### 競馬実況との関わり
1961年冬に研修で松本に連れられて行った阪神競馬場で、関西テレビから松本に支給されていた昼食代を、松本の勧めで馬券の購入に充てた。その馬券が的中したことをきっかけに、競馬の魅力に取り憑かれる。
1962年4月1日の正社員昇格による正式入社日に、いきなり桜花賞中継でパドック担当のアナウンサーとなり、同年6月の中央競馬ダイジェストで出張中の松本に代わって毎日杯の実況を担当。この実況が及第点として評価されたことから、以降はパドックの担当に加えて、土曜日にレースダイジェストの実況を任された。やがて、ゲートリポート（番組プロデューサーの発案による日本の競馬中継初のポスト）と、勝利騎手へのインタビューも兼ねるようになった。
競馬中継への出演当初から現在のGII・GIIIに相当する重賞の実況をしばしば担当していたが、松本が競馬実況に厳しい方針を立てていた影響で、関西テレビへの入社から現在のGIに相当する重賞の実況を任されるまで6年を要した。1966年4月17日に京都競馬場で行われたスワンステークス（優勝：バリモスニセイ）が、確認できる内では杉本の本放送における最古の実況である。
なお、初期の実況ではペースがうまく掴めず、特に長距離レースでは馬と一緒に実況も走るような形となって、最後の直線で声が一杯一杯になってバテてしまう場面も多かった。代表例としてエリモジョージが逃げ切り勝ちを収めた1976年の天皇賞（春）が挙げられる。

### ラップタイムの導入
1969年からは『競馬中継』がカラー放送化され、番組がレギュラー化、放送時間拡大される事に伴い、正式に松本が司会進行役となりメイン実況担当の座を譲られた。
メイン実況の座を正式に譲られて最初の実況は桜花賞で、実況の中で通過時計を入れたのは杉本が最初とされている。事前に栗田勝から「1600mのレースで、最初の800mを47秒で通過すれば前の馬は全部つぶれる」と聞いており、レース中に偶然時計が目に入ったところ、この桜花賞がちょうどそのペースで展開していたため、
と思わず実況したが、レースは快調に飛ばしたダッシュウエーの脚が残り50mで止まり4着となる一方で、待機策を採ったヒデコトブキが1番人気・トウメイを差し切って優勝し、名手・栗田の予言通りとなった。なお、レース後にフジテレビのメイン実況だった鳥居滋夫から、この実況を『優駿』を通じて「（追い込み馬のペースと断定したことを）怖いもの知らずである」と指摘されるなど議論も起こしたが、ラップの重要性が認識されることとなり、各局の実況において広く取り入れられていくこととなった。

### 双眼鏡からモニター画面重視へ
1973年の天皇賞（春）では、大雨で視界が悪く各馬が泥だらけとなるレースの中、双眼鏡で本命馬タイテエムを探すうちに3コーナー過ぎで見失ってしまい、「タイテエムはこの集団の中」とあやふやな実況を余儀なくされるということが起こった。杉本は最後の直線でようやくタイテエムを見つけ、
と、何とかきれいにまとめたつもりでいた。
ところが、中継のモニター画面では特別体制で増やしたカメラにより、4コーナー手前で大外から他馬をまくって先頭に上がるタイテエムの姿が大映しになっていたことから、レースの翌日の通勤中に「杉本さん、あなた、タイテエムを見失っていたでしょう」と競馬ファンから指摘された。
当時の競馬実況は、双眼鏡で馬群を追いながら実況するスタイルが主流であったが、このころになるとテレビ撮影用のカメラも進化し、杉本もたびたび競馬番組のプロデューサーからカメラで撮影された映像を利用した実況を指示されていた。しかしこの時点では半信半疑だったこともありモニターでの実況はテスト扱いレベルであったが、この出来事を切っ掛けとして、双眼鏡を介した実況から映像班とのチームによるモニター画面を重視した実況スタイルに変えていった。
NHK時代に競馬実況を担当していた草野仁が1975年の菊花賞にて初めて競馬実況を行うことになった際、NHKの過去の中継ではテレビの映像と実況の内容が合っていないことに疑問を抱き、杉本に教えを受けてNHKでも同様の中継スタイルがとられるようになったという。
モニター重視へと切り替えたことにより、視聴者と同じ目線で全体を俯瞰的にとらえた実況をしながら、ポイントを押さえたアドリブを入れる余裕が生まれ、後述の「杉本節」へとつながっていった。

### 杉本節
1973年に第一次競馬ブームの立役者となった国民的アイドルホースのハイセイコーが登場。杉本が初めて同馬の実況を担当したのは同年の京都新聞杯であったが、この際に
と実況。このフレーズに関東の競馬関係者や各マスコミから大きな反響があり、この京都新聞杯が自身の実況が「杉本節」と呼ばれるきっかけになったと述べている。
また菊花賞の実況でも3コーナーにさしかかった2番手のハイセイコーを栗田勝から聞いていた言葉を用いて
と実況したところ、これに対してもよい反応があったため、以後坂を意識して実況するようになったという。ハイセイコーには特に思い入れがあったため、1974年の京都大賞典では
と実況、引退を年末に控えているとは言うものの、現役馬を表現するのには異彩を放った放送であった。

### テンポイントとの繋がり
当時の競馬界の勢力図は極端な「東高西低」であり、八大競走の勝ち馬もほとんどが関東馬により独占されているような状況であった。そのような中、1975年に関西のクラシック候補として注目を集め、額の流星と栗毛の馬体の美しさから「流星の貴公子」と呼ばれたテンポイントがデビューする。同年の阪神3歳ステークスでは末脚の鮮やかさに
と実況したところ大きな反響を呼び、評判を聞きつけたポリドール・レコードの「さらばハイセイコー」のレコードの担当者が、杉本に「歌を歌ってくれ」と依頼することとなった。そのレコードが世に出た頃、テンポイントが初めて関東のレースに出走することになり、ポリドール関係者が東京競馬場のパドックにテンポイント応援の横断幕を張った。これが、現在では各地で一般に見られるパドック掲示の横断幕の始まりと言われている。
以後のテンポイントの出走するレースでは八大競走を中心にテンポイント・トウショウボーイ・グリーングラス（別名「TTG」）の戦いを実況し、
などの名フレーズが生まれた。
なお、TTGが揃ったレースではこの3頭が上位を独占したが、杉本がTTG揃い踏みのレースを実況したのは、厳密に言えば1976年の菊花賞だけである（揃い踏みのレースは3度あったが、他の2回のうち1977年の宝塚記念は鈴木敏郎アナウンサー（当時）の実況だった。これは杉本が同日開催していた三菱ギャラントーナメントの実況を担当していたためであった）。
名実況で名高い1977年の有馬記念は、本来は日経新春杯のアクシデントで実現せずに終わったテンポイントの海外遠征ドキュメンタリー番組と連動した特別実況だったが、フジテレビの実況を使用しないことから同局の反対にあい、中継電波に乗せないことを条件として一般観客席の中にロープを張ってスタンドマイクで収録されたものであった。
レコード関連では、1980年に『杉本清・競馬名勝負大一番! - 1980年度中央競馬8大レースのすべて』という企画レコードもある。また1997年には『杉本清のGI〜完全実況'97前期・後期』のタイトルでCD・ビデオを出している。1980年と1997年の皐月賞と日本ダービーなどのレースを実況したのは、これらのレコードのための実況だった。2000年以後は日本ダービーのスタート前の国歌斉唱（ないしは演奏）のセレモニー司会を担当している。

### 三冠実況
「杉本節」「実況詩人」と呼ばれた杉本ではあったが、松本とは違い三冠馬の実況（松本は1964年シンザンの三冠達成を実況）をする機会にはなかなか恵まれなかった。1970年の二冠馬タニノムーティエと1976年のテイタニヤはそれぞれ敗北、1971年のヒカルイマイと1975年のカブラヤオー、1981年のカツトップエースはそれぞれ故障で出走叶わなかった。
カツトップエースの不出走以降、周囲から「杉本は三冠馬の実況をしたことがない」と言われ始めたが、その矢先の1983年にはミスターシービー、1984年にはシンボリルドルフと2年連続で三冠馬が出現、1年置いた1986年にはメジロラモーヌ、その8年後の1994年にはナリタブライアンと、計4頭の三冠達成の瞬間の実況をする栄誉を担った。
その間、1987年のマックスビューティや1992年のミホノブルボンのように、三冠が確実視されながらも最後の直線で他馬に差されて三冠を逃したレースも実況していた。また、前述の1997年には通常関わることの無い関東のクラシックレースでサニーブライアン二冠達成の実況も行っていた。

### 私の夢
長年、関西テレビの競馬中継で実況を担当した中で、
という言葉が宝塚記念を象徴する名フレーズとなっているが、これが有名となったのは、前述のテンポイントの1977年有馬記念の特別実況からである。同レースではスタート直後からテンポイントとトウショウボーイのマッチレースとなり、このままでは2頭の名を交互に連呼するだけの面白くない実況に終わってしまうと感じたことから何かよい言葉はないかと考え、有馬記念がファン投票のレースであることから思いついたという。杉本自身もこのフレーズを気に入り、以後は関西のファン投票レースである宝塚記念の実況で使い続けることとなった。
これに転機が訪れたのが1991年の宝塚記念で、毎年同じフレーズを使い続けていることにマンネリ感を感じ、今年は使わないでおこうと思っていた。ところがゲートが開き反射的にフレーズを口走ってしまい、慌ててこれに馬名を加えて視聴者の夢を問いかけたものの、言葉の収まりが悪く、思わず
と話してしまい、アナウンサーが実況で自分の本命馬を話すという前代未聞の出来事となった。さらに、そのバンブーメモリーは最下位入線と惨敗し、杉本は関係者から大きくからかわれた。杉本は翌週に厩舎で調教師の武邦彦に「邦ちゃん堪忍してえな、大恥かいたやんか」とこぼしたが、邦彦は同馬を世話しながら「走らんかったね」と素っ気なかったと記している。
社内でも松本から「あれほど実況するレースの馬券を買うなと言っただろう! 馬券を買った上にそれを実況で話したアナウンサーは他にいない!」と激怒され、反省して翌年は控えたところ、こんどは「なぜ私の夢を言わない!」との苦情が殺到し、以後は実況中の「私の夢」が恒例化したという。
同様の実況中の有名な事例として、前年のオグリキャップが引退レースを勝利した有馬記念にて、直線で同馬が抜けだし実況がオグリの名を連呼する中、解説の大川慶次郎が自身の本命馬を「ライアン!ライアン!」と連呼し、関係者から「いよっ、ライアン屋!」と大きく冷やかされていたが、奇しくもこの宝塚記念が同馬唯一のGI勝利の場となった。
1999年の宝塚記念の冒頭では、前年勝利馬のサイレンススズカの悲劇を受け、
と述べ、ファンの涙を誘った。
これらにちなみ、実況に加えてスポーツニュースの競馬予想コーナーや各種コラム等で「私の夢」を披露し楽しみを提供することが増えたが、「あくまでも夢ということで、来そうで来ない馬を選んでいた」ところ、当たらないことでも有名となった。ちなみに45年以上にわたって「私の夢」の馬が来たことはないという。

そうこうするうち勝負のゲン担ぎにこだわる武豊から上記メジロマックイーンへの騎乗時に「僕の馬を私の夢にしないで下さい」と冗談交じりで言われることとなった。さらにはこのことが他の競馬関係者にも広まり、騎手や調教師はもとより馬主からも同様の頼みが舞い込み、競馬関係者のインタビューでは「馬体・調教とも仕上がりは万全、最大の懸念材料は杉本さんの◎（杉本に本命印を打たれると来なくなる）」等の声があがるなど、杉本の「私の夢」はさまざまな話題を与えている。
なお、大川、井崎脩五郎、杉本の3人の予想が一致すると当たらないと言われている。ディープインパクトが三冠馬を達成した2005年の菊花賞の番組内予想では杉本と井崎の予想が完全に一致。「これは外れだ」「天国の大川さんも一緒でしょう。きっと笑っていますよ」と笑い合っていたが、実際に外れであった。

### 専門職
1990年に「専門職」（正式名は局長待遇ゼネラルエキスパートアナウンサー）と呼ばれる半ばフリーな立場となった。『優駿』での杉本の説明によれば、この「専門職」とは「好きなことをやっていいと言うことだったんですよ。こう言う対談に出るにしても、会社を通さなくて良いから、自分で判断してやる」立場とのこと。また、関西テレビ内では杉本の後輩・桑原征平もフリーになる直前の肩書は「専門職」だった。関西テレビアナウンサーが専門職まで登りつめたのは現在に至るまでこの2人のみである。
1992年からは年末恒例の『さんま・清の夢競馬』がスタート、定年間際の58歳の時の1995年からは『とんねるずのハンマープライス』のオークショニアとして出演し、とんねるずと親交を持つようになり、バラエティ番組にも進出した。また、1995年頃『さんまのナンでもダービー』（テレビ朝日制作）では局の垣根を越えて出演し、実況を担当した。なお当時は、在阪テレビ局のアナウンサーが、系列外の在京テレビ局の番組に出演する事例がなかったが、杉本で初めて実現した。これ以前にも1991年に単発特番として放送された同番組で、声のみの出演で同じく実況を担当したことがある。
一方では1995年、レース中に非業の死を遂げたライスシャワーへの実況に対して苦情の手紙を寄せた視聴者に、生涯初めて実況に関する謝りの手紙を出している。同馬はミホノブルボンの三冠やメジロマックイーンの天皇賞春三連覇を阻んだステイヤーであったが、その後長くスランプが続き2年後の天皇賞春で10レースぶりの勝利をあげ、
という杉本の実況が残っていた。
そしてファン投票1位を受けて種牡馬入りを視野に入れ参戦した1995年の宝塚記念で、京都競馬場の3コーナーで同馬が骨折し転倒。これに客席から大きな悲鳴が起ったが、杉本は落馬の瞬間が初めは分からず、これを歓声と勘違いしてしまい「大歓声が上がった!」と実況したが、すぐに落馬に気づき「おおーっと、1頭落馬!」と続けたが、何が落馬したのかと双眼鏡で見ようとした際、ゲスト解説を務めていた田原成貴が「ライスシャワー!」と言ったことで、落馬したのがライスシャワーだったのに気付いたと言う。この実況に「ライスシャワーが落馬しているのに『大歓声!』とは何事か」と苦情の手紙が来たのである。ただし、その手紙には「あなたは以前よりライスシャワーに冷たかった」とも書かれていたというが、この言葉に対して杉本は「自分は競馬が単なるギャンブルでなく大衆スポーツとして認められるずっと以前から競馬に携わってきた。そんな私がライスシャワーに冷たいはずがないじゃないですか。同じ年の天皇賞の実況でもライスシャワーに思い入れをこめていたし、愛すべき馬の一頭だった」と返答したという。
1996年には、大往生を遂げたシンザンの追悼イベントの司会も務めた。

### 定年後の活動
1997年2月19日、編成局専任局次長職を最後に定年退職。退職前にとんねるずの誘いを受け、彼らの個人事務所であるアライバルへの所属が決定した。なお、当時は60歳が定年であったが、2010年代後半に局の定年年齢は65歳に引き上げられている。
定年退職の当日は『ハンマープライス』の企画で「杉本清引退記念パレード」と銘打って、大阪市内をオープンカーでパレードを行った。以降は日本テレビ『スポーツうるぐす』の競馬キャスター、関西テレビ『ドリーム競馬』のターフコメンテイターを担当。また、数々の競馬イベントの司会も担当し、さらにはCMのナレーションも多く担当している。
競馬実況そのものは、定年退職直後は宝塚記念・天皇賞（春）・菊花賞とその関連のレースに絞り、徐々に担当レースをかつての部下で後輩アナウンサーの馬場鉄志らに譲り（それ以前から杉本の不在時の実況や牝馬戦線を担当していた）、2000年の菊花賞で実況生活に一旦区切りをつけ、大阪国際女子マラソン開催時の京都競馬場での一般特別競走（非重賞）と宝塚記念だけ実況していたが、2004年を最後に宝塚記念の実況からも引退し、以後の実況は別のアナウンサーが務めている。
その後、2007年4月22日に、東京競馬場フジビュースタンド竣工を記念して開催された第1回ジョッキーマスターズで久々の実況を行い、2008年11月9日に、アジア競馬会議が23年振りに日本で開催されることを記念して開催された第2回ジョッキーマスターズでも実況を行った。
また、フジテレビ系列の真夏の一大イベント『FNSの日』の盛り上げにも一役買っていた。1993年の「第1回平成GIダービー」が同日・初登場かつ初実況。それ以降、1994年の「第2回平成GIダービー 北野大障害」を前年に引き続く2年連続実況を担当。それから11年後の2005年には、「FNSあっついテレビ局決定戦」決勝トーナメントで、初戦として行われた準々決勝のサラリーマンドッジボールと準決勝・決勝戦の社長アームレスリング、全7試合の実況を担当した。
競馬中継の他にも、1970年代にはくずは国際トーナメント、三菱ギャラントーナメントの実況を1996年まで務めていた。最終日が日本ダービーや宝塚記念当日と重なるケースが多く、プレーオフなどで競技終了時間が遅くなると、競馬の映像をリアルタイムで見ることができないことも多かった。
天覧競馬となった2005年10月30日の第132回天皇賞（秋）のレース前、競馬関係者の一人として天皇明仁（当時）から言葉を掛けられた。
2009年12月27日を以って18年間続いた『DREAM競馬』が終了すると共に、杉本自身が解説の大坪元雄共々70歳を超えていたために中堅若手へと世代交代となり降板した。
2010年以降、競馬中継の第一線から離れたが、後継番組『競馬beat』では番組サイト上のコラム執筆を継続することを明言している(コラムは2024年度末までの長きにわたり継続し終了)ほか、不定期ゲスト出演の可能性についても言及した。同年6月27日、宝塚記念当日の『競馬beat』に出演した。
2010年のテレビドラマ『チャンス』（NHK）の最終回では 有馬記念の実況役で出演した。
競馬ゲームの制作にも関わっており、セガの『STARHORSE』シリーズでは2001年の『STARHORSE』から2019年の『STARHORSE4』まで、長きにわたってゲーム内での実況を担当している。

### 競馬実況における考え
2020年以降、JRAの公式サイトやカンテレ競馬公式チャンネル等の動画コンテンツにて、自身の実況スタイルや競馬実況のあり方について考えを述べたり、後進のアナウンサーなどにコメントをすることが増えている。

## 実況歴

### GIレース・関西
- 高松宮杯[注 8]：1979年、1993年、1997年
- 桜花賞：1969年〜1987年、1989年〜1991年、1997年
- 天皇賞（春）：1969年〜1990年、1992年〜2000年
- 宝塚記念：1969年〜1976年、1978年、1981年〜1984年、1987年〜2004年
- 秋華賞：1996年、1997年
- 菊花賞：1969年〜2000年
- ビクトリアカップ→エリザベス女王杯：1970年〜1990年、1995年、1997年、2000年
- マイルチャンピオンシップ：1984年〜1998年、2000年
- 阪神3歳ステークス→阪神3歳牝馬ステークス：1969年〜1990年、1992年、1995年、1997年、1998年

フジテレビのハイビジョン試験放送で放送されていた『ハイビジョン競馬』で、地上波とは別にGIの実況（関西・中京地区）を行った（1993年から2000年まで）。

### GIレース・関東
- フェブラリーステークス：※1997年（CD用）
- 皐月賞：※1980年（レコード用）、※1997年（CD用）
- オークス：※1980年（レコード用）、※1997年（CD用）
- NHKマイルカップ：※1997年（CD用）
- 日本ダービー：※1980年（レコード用）、※1997年（CD用）、※2000年〜2008年（『スポーツうるぐす』用素材音源）
- 天皇賞（秋）：※1980年（レコード用）、※1997年（CD用）
- 有馬記念：※1977年（特番用[29]）、※1980年（レコード用）、※1997年（CD用）

「※」は本放送以外の用途でのみ使用された実況音源の収録を行った年。

### 海外
- 凱旋門賞：1982年、1994年
- ケンタッキーダービー：1995年
- 香港国際カップ：1995年

### 地方
- 名古屋優駿：1997年
- クラスターカップ：1997年
- ブリーダーズゴールドカップ：1996年、1997年、1999年

### その他（判明分）
- 金杯（西）：1974年、1985年、1986年、1992年
- シンザン記念：1973年〜1990年、1994年〜1996年
- 日経新春杯：1973年〜1993年、1996年〜1998年
- 京都牝馬特別：1973年、1975年〜1978年、1980年〜1982年、1984年〜1994年、1996年、1997年
- きさらぎ賞：1970年、1988年〜1993年、1995年
- 京都記念（春）→京都記念：1969年、1973年、1975年〜1979年、1981年〜1983年、1985年〜1992年、1994年、1996年、1997年
- マイラーズカップ：1971年、1973年、1981年〜1983年、1985年〜1990年、1992年、1993年、1996年
- ペガサスステークス：1988年〜1991年
- アーリントンカップ：1992年、1993年、1995年
- 4歳牝馬特別（西）：1973年〜1986年、1988年〜1990年、1995年
- 阪神大賞典：1972年〜1979年、1981年、1983年〜1990年、1992年〜1999年
- 毎日杯：1962年、1972年〜1981年、1983年〜1992年、1994年
- 阪急杯：1971年〜1973年、1975年、1976年、1982年〜1990年、1993年、1994年
- サンケイ大阪杯→産経大阪杯：1973年〜1990年、1992年〜1999年
- 京都4歳特別：1970年、1974年、1978年、1980年〜1982年、1986年〜1990年、1992年〜1994年、1996年
- 京都大障害（春）：1975年
- スワンステークス：1966年、1973年、1975年、1976年、1982年〜1990年
- 中日スポーツ賞4歳ステークス：1988年、1989年、1993年
- 鳴尾記念：1973年〜1980年、1983年、1984年、1986年、1987年、1989年、1992年、1997年〜1999年
- マーメイドステークス：1996年
- CBC賞：1993年
- 小倉大賞典：1982年
- 北九州記念：1982年、1984年
- 小倉記念：1982年、1984年
- 朝日チャレンジカップ：1973年〜1978年、1980年〜1986年、1988年、1989年、1995年、1996年
- 神戸新聞杯：1971年〜1978年、1981年、1983年〜1989年、1992年、1993年、1995年〜1999年
- ローズステークス：1983年、1985年〜1993年、1995年
- サファイヤステークス：1983年、1988年〜1990年、1992年
- セントウルステークス：1987年〜1989年、1992年、1993年、1995年
- タマツバキ記念（秋）：1984年
- ハリウッドターフクラブ賞→京都大賞典：1973年〜1981年、1983年、1985年〜1991年、1993年〜1996年
- 京都新聞杯：1971年〜1978年、1980年〜1999年
- 京都大障害（秋）：1974年
- デイリー杯3歳ステークス：1969年、1973年、1974年
- 京都記念（秋）：1974年〜1977年、1979年、1980年
- 京阪杯：1977年、1978年、1981年、1984年、1987年〜1992年
- 阪神牝馬特別：1978年〜1984年、1986年、1988年〜1992年、1994年〜1996年
- ラジオたんぱ杯3歳牝馬ステークス：1984年〜1989年

## エピソード
- 競馬関係者との交流が幅広いが、それでも関東所属や地方競馬の関係者の中にはあまり顔を知らない人もいた[注 9]。かつて関東所属の関係者で縁が深かったのは柴田政人や、菊花賞2連覇の菅原泰夫が代表格で、岡部幸雄とは挨拶や対談程度で深い付き合いはなかった。しかし、岡部が引退して評論家に転身してからは、一緒に仕事をする機会が急増している。また、園田競馬場・姫路競馬場の場内実況で有名な吉田勝彦とも交友がある（吉田とは誕生日が5日違いの同級生同士である）。
- プロ野球は長年、物心ついた頃から南海ホークスファンであったが、ホークスの身売りに伴う福岡移転で杉浦忠監督（当時）の「ホークスは不滅です。行ってまいります」というコメントを聞いて感無量となり、それを機に野球ファンをやめた。
- 『プロ野球ニュース』で南海担当も務め、野村克也に馬券の買い方を指南した[44]。1964年の日本シリーズでは第7戦実況の予定であったが、第6戦が雨天順延となり10月10日の決定日は東京五輪に回された[44]。なお、杉本の野球実況がこの他にあったかは不明。
- 関西テレビ在職中の1977年よりゴルフ中継を担当していたこともあり、プロゴルファー・杉原輝雄との親交も深かった[45][46]。南海ホークスファン同士というつながりがあった。
- 1995年1月17日早朝に発生した兵庫県南部地震（阪神・淡路大震災）の際は、杉本以外の関西テレビのアナウンサーが総動員で被災地の現場や最新情報などをレポートしたが、杉本だけは当時管理職であり「競馬実況のイメージが強すぎる」との理由から震災報道には加わらなかった。また、桑原とともにニュースもあまり担当することはなく、『KTVワイドニュース（FNNスピーク）』内でのローカルニュースを担当する程度であったが、1980年代中盤以降はそれもほとんどなくなった。定年退職の日には久方ぶりにニュースを担当した。
- 家族は妻と長男。長男の名前が横山典弘と同じであり「『弘典』で同名は多くいるが、『典弘』で同名というのはそんなに多くないだろうから珍しい」と著書の中で語っている。
- 前述の通り、1990年からアナウンサー職ではなく「専門職」となり、関西テレビ関係以外での仕事もするようになった杉本であったが、1996年8月15日に旭川競馬場で行われた第8回ブリーダーズゴールドカップ（優勝：メイショウアムール）で、たまたま旭川競馬場に来ていた杉本がレース実況も行った。杉本本人は「専門職」でもあり、また地方競馬を盛り上げる意味合いで引き受けたとされるが、「関西テレビに対して無許可」でやったことを主催者側と関西テレビ側が問題にし（先の「専門職」に関する説明とは随分異なる反応となっている）、翌1997年に発売された地方競馬の交流重賞の映像を集めたビデオ「ビデオハロン96前期」では、このレースの実況が別のアナウンサーに差し替えられている。なお、定年退職後も同レースを含む地方競馬の実況をしばしば行っていた。
- 関西テレビの競馬専門YouTubeチャンネル「カンテレ競馬」のコラボレーション企画に複数回出演している。
  - 2020年10月には、『Sports Graphic Number』1012号とのコラボレーション企画として、菊花賞において三冠達成を実況した経験を持つ馬場鉄志・岡安譲（共に関西テレビの後輩）との3人の対談を行った[47][43]。
  - 2021年3月には、アニメ『ウマ娘 プリティーダービー』とのコラボレーション企画として、現役局アナの吉原功兼・服部優陽と共に、出演声優の上田瞳（ゴールドシップ役）・前田佳織里（ナイスネイチャ役）と対談、トウカイテイオーやメジロマックイーンを中心にアニメの題材となったレースのエピソードを語った[48][49][注 10]。
  - 2023年9月から12月にも、続編の『ウマ娘 プリティーダービー Season3』とのコラボレーション企画として、現役局アナの吉原功兼・舘山聖奈と共に、出演声優の矢野妃菜喜（キタサンブラック役）・立花日菜（サトノダイヤモンド役）・秋奈（ドゥラメンテ役）と対談、3ヶ月にわたってキタサンブラック・サトノダイヤモンド・ドゥラメンテを中心にアニメの題材となったレースのエピソードを語った[50]。

## 出演

### テレビ
※すべて過去の出演番組。
- くずは国際トーナメント（関西テレビ） ※実況
- 三菱ギャラントーナメント（関西テレビ） ※実況
- プロ野球ニュース（フジテレビ・関西テレビ）
- さんま・清の夢競馬（関西テレビ） ※明石家さんまとのGI予想コーナー
- 杉本清のサラブレッド讃歌（関西テレビ）
- サタうま!（関西テレビ）
- さんまのナンでもダービー（テレビ朝日） ※「水曜特バン!」時代。レース実況
- とんねるずのハンマープライス（関西テレビ） ※オークショニア
- Grade-A（フジテレビ・関西テレビ）
- とんねるずの本汁でしょう!!（フジテレビ）
- デリバティブTV（テレビ東京） ※ベットマスター
- スポーツうるぐす（日本テレビ） ※中央競馬GIレースの週限定（ - 2008年）
- 向井荒太の動物日記 〜愛犬ロシナンテの災難〜（日本テレビ） ※第6話のみ。劇中テレビ番組の競馬実況（声の出演）
- レッツ・ゴー!永田町（日本テレビ） ※ナレーションを担当
- DREAM競馬（関西テレビ） ※ご意見番。アナウンサー時代は実況もしていた
- チャンス（NHK） ※最終回。劇中の有馬記念の競馬実況
- オールスター感謝祭（TBS） ※「春のスプリンターズステークス」「人馬対決!マイルチャンピオンシップ」（1999年春 - 2000年秋）、「ばんえい競馬」（2007年春）、「ポニーレース」（2009年秋）、「人馬対決」（2012年春）の実況を担当
- GI DREAM（2013年2月2日、BSフジ） ※競馬実況アナウンサー 役
- ウマの耳に実況（2024年9月1日、フジテレビ） ※ゲスト出演で過去のメインレース実況をVTRと共に再現[51]

### ラジオ
※すべて過去の出演番組。
- JRAサウンドコース（FM大阪）
- 杉本清のK-BAR（TOKYO FM）
- 桑原征平粋も甘いも（2021年6月9日、ABCラジオ）
- サンスター 文化の泉 ラジオで語る昭和の文化（2022年12月18日、TBSラジオ）

### CM

#### テレビ
- 味覚糖「キチンキトサン・かにチップ」（1990年、スナック菓子によるレースを競馬風に実況[注 11]）
- 大阪ガス（1990年代後半?、関西ローカル）
- 志摩スペイン村（1997年、ナレーションのみ。出演：岩下志麻）
- 大塚ベバレジ「シンビーノ ジャワティストレート」（1998年、ナレーションのみ。出演：藤原紀香）
- 浜大津アーカス「オープン（開業）告知」（1998年、関西ローカル。アーカスに行く人々を競馬のレースに見立てて実況[注 12]）
- 花王「エッセンシャル ビューティケア」（1999年、OL3人の動きを競馬風に実況[注 13]）
- 日本中央競馬会「天皇賞」ほか（2003年。明石家さんまと共演したCMもある）
- バンプレスト「スーパーロボット大戦MX」（2004年）
- ソニー・コンピュータエンタテインメント「ダービータイム」（2005年）
- 丸大産業（つうはん本舗）「お腹の脂肪に黒しょうが」（2020年 - 2021年）
- エーザイ「サクロン」
- 東芝「ハイビジョンDVDプレーヤー」

#### ラジオ
- 三菱自動車工業（トラック部門・現在の三菱ふそうトラック・バスに相当）

#### WEB動画
- サントリー「BOSS」（2021年、BOSS競馬編。実況（発馬機のゲートが開いた直後）・ナレーションのみ[注 14][52]）

### ゲーム
- 実況競馬シミュレーション ステイブルスター〜厩舎物語〜（1996年、コナミ） - 実況 役
- STARHORSEシリーズ（2000年 - 2019年、セガ / セガ・インタラクティブ） - 実況 役 / 5作品[一覧 1]
- ウマ娘 プリティーダービー（2022年 - 2023年、Cygames） - 実況〈男性〉 役（特別出演）

### 音楽
- SEAMO with BENNIE K「a love story」 ※カップリング曲「Runnin'」で実況を担当

### イベント
- SDN48の内の選抜12人による「人間競馬」の実況（2010年10月11日、東京競馬場）

### レコード・CD
- 杉本清 競馬名勝負物語（1976年） - ナレーション：黒沢良
- 杉本清 テンポイント名勝負物語（1978年）
- 杉本清 競馬名勝負大一番!（1980年）
- 杉本清のGI（1997年）

### ビデオソフト
- 杉本清 競馬名勝負物語（1・2）
- 杉本清 世界の競馬シリーズ
  - フランス・凱旋門賞
  - イギリス・ダービー
  - 香港・インターナショナルレース

### 連載
- 杉本清 私の夢（スポーツ報知）
- GI予想（朝日新聞） ※中央競馬GIレースの週限定（ - 2023年12月）
- 杉本清の夢の一頭（KEIBA BEAT）